# Missouri Indijanci
Missouri (Niutachi, Niútachi), maleno pleme Chiwere Indijanaca, porodice Siouan, koje je živjelo u središnjim predjelima sjevernog Missourija duž rijeke koja je dobila ime po njima. Ovo maleno pleme uništili su Sac ili Fox Indijanci upravo nešto prije dolaska ekspedicije Lewisa i Clarka, a ostaci su se inkorporali sa srodnim plemenom Oto, i danas žive u Oklahomi pod imenom Otoe-Missouria Indian Tribe of Oklahoma. 

## Ime
Ime Missouri ovom plemenu dali su Illinois Indijanci, i preko kojih nam dolazi većina podataka i Missourijima, a značenje mu je "the people with dugout canoes", odnosno "people who have big canoes". Značenje ovog imena značajan je etnografski podatak o njihovoj kulturi. Sami sebe oni su nazivali Niutachi ili "Ne-o-ta-cha", koje se prevodi kao "those who build a town at the entrance of a river" ili "people who live at the mouth of the river", a odnosi se na događaj kada su se Missouri odvojili od dijelova Chiwere Indijanaca i utaborili se na ušću rijeke Grand u Missouri, dok su se njihovi rođaci, koji će biti poznati kao Oto ili Otoe, krenuli dalje i nastaniti se uz rijeku Platte. Postoje i nazivi Wa-ju'-xd¢a kod Quapaw Indijanaca i Waçux¢a kod plemena Osage, ali ova značenje Swantonu nisu poznata. Riječ Ne-o-ta-cha danas je preživjela u obliku "Neodesha".

## Povijest
Separacijom Chiwere plemena od Velikog Winnebago naroda u vremenu koje nije poznato, i o kome govore Chiwere legende, tri Chiwere plemena Iowa, Oto i Missouri krenuše prema jugozapadu i dođoše na rijeku Iowa na kojem je pleme Iowa i ostalo. Ostala dva plemena nastavljaju daljnje pokrete na Missouri do ušća Granda u Missouri. U ovom kraju dvojica poglavice se posvađaju pa se razdvoje. Niutachi su ostali u vom kraju a Otoi nastaviše put prema rijeci Platte u Nebraski. Missouri se na području rijeke Missouri nalaze već 1673. gdje ih nalazi francuski isusovac Jacques Marquette, i gdje su ostali sve do 1798. nakon što su pretrpjeli nekoliko poraza od Sac & Fox Indijanaca. Otuda se uputiše pod zaštitu jačih plemena Kansa, Oto i Osage. Lewis i Clark 1805 nalaze ih u selima južno od rijeke Platte, ali doći će do novog nesretnog rata, ovaj puta s bivšim zaštitnicima Osage Indijancima, pa pobjegoše pod zaštitu plemena Iowa i Oto, uglavnom kod ovih drugih, pa će od tada slijedit sudbinu plemena Oto. Kroz 19. stoljeće Missouri su rasprodali svu svoju zemlju i danas žive s Oto Indijancima u Oklahomi, gdje se vode pod imenom Otoe-Missouria Tribe. Njihov broj više nije poznat jer se posebno ne popisuju, a po zadnjem popisu iz 1910, bilo ih je svega 13.

## Etnografija
Missouri su jedno od plemena Prerijskih indijanaca, sjedilački lovci i farmeri koji žive u zemljanim nastambama. Tijekom ljeta bavili lovom na bizone. 
Drštvo Missourija koji su u Morganovo vrijeme već bili ujedinjeni s Otoima ,sastojalo se od sljedećih klanova:
- 1. Me-je’ra-ja (Wolf).
- 2. Moon’-cha (Bear).
- 3. Ah’-or-wha. (Cow Buffalo).
- 4. Hoo’-ma (Elk).
- 5. Kha’-a (Eagle).
- 6. Lute’-ja (Pigeon).
- 7. Wa’-ka (Snake).
- 8. Ma’ kotch (Owl).

Nasljeđe i Otoa i Missourija ide po ženskoj liniji, i djeca pripadaju majčinom klanu. Položaj poglavice je nasljedan unutar klana, a ženidba je unutar njega zabranjena.

## Vanjske poveznice
- Missouri Indians  Arhivirana inačica izvorne stranice od 17. svibnja 2007. (Wayback Machine)
- Missouri Indians  Arhivirana inačica izvorne stranice od 5. prosinca 2006. (Wayback Machine)
- Otoe-Missouria Tribe of Oklahoma